# Внуков, Николай Андреевич
Николай Андреевич Вну́ков (1925 — 2011) — русский советский детский писатель. Автор приключенческих, фантастических и исторических произведений.

## Биография
Родился 8 ноября 1925 года в городе Зарайске Рязанской губернии (ныне — Московская область). С 4-летнего возраста воспитывался в семье дяди, который служил вторым механиком на императорской яхте «Полярная звезда». «Дядя Миша» много и увлекательно рассказывал племяннику о своих морских путешествиях в Англию, Данию, Норвегию.
Участник Великой Отечественной войны. В 1942 году, в Нальчике, когда немецкие войска подходили к городу, был досрочно призван в РККА. Вначале сражался в составе «Отдельного малообученного пехотного резерва». Участвуя во множестве сражений, дошёл до Вены. Затем был летом 1945-го переведён на Дальний Восток. Закончил Вторую мировую войну в Мукдене, в древней столице Маньчжурии.
В 1947 году вернулся в Нальчик, где работал в редакции газеты «Кабардино-Балкарская правда» и заканчивал десятый класс в вечерней школе.
В 1948 году поступил на физико-математический факультет ЛГУ, но через год бросил и уехал в Магадан, где окончил курсы картографов-топографов (1949). Работал в геологоразведке, побывал на реках Индигирка, Оленёк, Яна, Колыма. Начал там писать свои первые рассказы. В 1953 году вернулся в Ленинград, окончил Ленинградский радиотехникум (1956). Работал инженером-гидроакустиком, заведовал лабораторией.
С 1964 года занимался литературным трудом. Член Союза писателей СССР с 1969.
Входил в редакцию журнала «Костёр». Много лет руководил литературным объединением молодых детских писателей «Дружба» при издательстве «Детская литература».
С конца 60-х гг. проживал в кооперативном писательском доме (Новороссийская улица, дом 22).

## Творчество
Начал печататься в 1958 году. Публиковался в журнале «Костёр», «Искорка» и других российских журналах — как взрослых, так и детских.
Автор повестей и рассказов для детей и юношества: о путешествиях, об индейцах, о Второй мировой войне и на другие темы.
Написал биографическую повесть об американском писателе О. Генри «Тот, кто называл себя О. Генри» (1968).
Повесть «Слушайте песню перьев» (1974) рассказывает о польской революционерке Станиславе Суплатович, её жизни в индейском племени и её сыне — писателе Сат-Оке (Станиславе Суплатовиче) и его участии в антифашистской борьбе в оккупированной фашистами Польше (в действительности, как было окончательно установлено в 2017 году, индейское происхождение Сат-Ока являлось его вымыслом).
В книге «Паруса над волнами» (1979) Внуков представил вниманию читателей беллетризованные биографические очерки таких известных (и малоизвестных) моряков и судостроителей, как Генри Морган, Пол Джонс, Томас Кэвендиш, Геркулес Линтон, Джон Франклин, Иван Амосов, Иван Изылметьев, Дмитрий Лухманов, Джон Гриффит, Дональд Мак-Кей и Фердинанд Лаэш.
В повести «Один» (в журнальном варианте — «Один на один» (1982)), основанной на реальных событиях, описывается робинзонада советского подростка, выброшенного на необитаемый остров в Тихом океане. Повесть была переведена на японский язык и включена в обязательную школьную программу Японии.
Советским любителям научной фантастики известен также повестями «Энтомоптер» (о создании нового типа летательного аппарата), «Фотография Архимеда» (обе повести вошли в сборник «Фотография Архимеда» (1968)), «Путешествие не кончается» (1977), «„Сверре“ зовет на помощь» (1978). В последней повести дал свою разгадку тайне современных «кораблей-призраков».
В 2000 году вышел составленный им иллюстрированный биографический словарь «Великие путешественники».

## Публикации

### Книги

#### На русском языке
- Внуков Н. А. Фотография Архимеда: [Повести]. — Л.: Детская литература, 1968. — 142 с. — 100 000 экз.
- Внуков Н. А. Тот, кто называл себя О. Генри. — Л.: Детская литература, 1969.
- Внуков Н. А. На чужих крыльях. — Л.: Детская литература, 1971. — 18 с.
- Внуков Н. А. Динамис мобилис: Рассказы и повести. — Л.: Детская литература, 1972. — 254 с. — 50 000 экз.
- Внуков Н. А. Слушайте песню перьев. — Л.: Детская литература, 1974. — 175 с.
- Внуков Н. А. Розовая Гвиана. Рассказы. — Изд. 2-е. — М.: Детская литература, 1976. — 110 с.
- Внуков Н. А. Путешествие не кончается: Повесть. — Л.: Детская литература, 1977. — 95 с. — 150 000 экз.
- Внуков Н. А. «Сверре» зовет на помощь. — Л., 1978.
- Внуков Н. А. На чужих крыльях. — Новосибирск: Зап-Сиб. кн. изд., 1978. — 16 с.
- Внуков Н. А. Паруса над волнами. — Л.: Детская литература, 1979. — 255 с.
- Внуков Н. А. Дружба. Лит.-худож. сб. [Для сред. и ст. возраста]. — Л.: Детская литература, 1981. — 140 с.
- Внуков Н. А. Огненное кольцо. Фотокнижка. [Для ст. дошкол. и мл. школ. возраста]. — Л.: Детская литература, 1981. — 38 с.
- Внуков Н. А. На чужих крыльях. Рассказ. [Для ст. дошк. возраста]. — Л.: Детская литература, 1983. — 16 с.
- Внуков Н. А. Москва за нами. — Л.: Детская литература, 1985. — 48 с.
- Внуков Н. А. Один. — Л.: Детская литература, 1985.
- Внуков Н. А. Слушайте песню перьев. Повесть [о польской революционерке С. Суплатович и её сыне Сат-Окхе. Для сред. и ст. возраста]. — Л.: Лениздат, 1985. — 270 с.
- Внуков Н. А. Москва за нами Рассказ. [Для ст. дошк. и мл. шк. возраста]. — Л.: Детская литература, 1985. — 48 с.
- Внуков Н. А. Военные корабли. — М.: Московская правда, 1986. — 16 с.
- Внуков Н. А. Наша восемнадцатая осень. — Л.: Детская литература, 1987. — 191 с.
- Внуков Н. А. Военные корабли. Книжка-раскраска. — Л.: Лениздат, 1988. — 18 с.
- Внуков Н. А. Наша восемнадцатая осень; Тот, кто называл себя О. Генри. — Л.: Лениздат, 1991. — 478 с.
- Внуков Н. А. Великие путешественники: Биографический словарь. — СПб.: Азбука, 2000. — 736 с. — 10 000 экз. — ISBN 5-267-00048-5.

#### На других языках
- N・ヴヌーコフ. 孤島の冒険. — 童心社, 1996. — 260 с. — ISBN 978-4494027347.

## Произведения
- Внуков Н. А. Великая битва.
- Внуков Н. А. Главный экспонат.
- Внуков Н. А. Динамис мобилис.
- Внуков Н. А. Ключ от мира приключений (К 120-летию А.Беляева).
- Внуков Н. А. Когда гремели пушки.
- Внуков Н. А. Компанеевка и дальше. (1985) Рассказ
- Внуков Н. А. Морским судам быть. Рассказ
- Внуков Н. А. Москва за нами.
- Внуков Н. А. На чужих крыльях. Рассказ
- Внуков Н. А. Наша восемнадцатая осень.
- Внуков Н. А. Огненное кольцо. Фотокнижка
- Внуков Н. А. Один. Повесть
- Внуков Н. А. Паруса над волнами.
- Внуков Н. А. Парусам нужен ветер.
- Внуков Н. А. Приказ по шестому полку.
- Внуков Н. А. Путешествие не кончается. (1977) Фант. повесть
- Внуков Н. А. Розовая Гвиана.
- Внуков Н. А. «Свере» зовет на помощь: Повествование в трех эпизодах. (1978) Воен.-прикл. повесть
- Внуков Н. А. Слушайте песню перьев. Повесть
- Внуков Н. А. Тот, кто называл себя О. Генри.
- Внуков Н. А. Фотография Архимеда. Фант. повесть
- Внуков Н. А. Энтомоптер. Фант. рассказ